# 平江小区
平江小区是位於中華人民共和國上海市普陀區交通西路的一個住宅區。小區對門為新黄浦实验学校，小區門口有停靠在交通西路上的115路（前140路）終點站。
該地原為19世紀末江蘇吳縣人在此地建立的平江會館。20世紀前半葉，不少從外地來上海的外來務工者和貧民來此附近搭建茅草屋和棚戶區。1956年，市政部門將這些破舊房屋改造為公房。1958年更名為平江新村。鑒於平江新村破敗，1994年1月，普陀區房產局與新黃浦集團決定聯手對平江新村進行改造。1994年2月27日，平江新村開始正式動遷。原有居民異地安置。1994年6月22日，平江新村改造工程開始。1996年2月大致竣工，同年3月開始交房。普陀區房產局與新黃浦集團在平江新村地塊基礎上新建了對外出售的30萬平方米住宅，佔地9萬平方米，共19幢高層，14棟多層樓房，同時新建成的住宅也更名為平江小區。